# Егорова, Альбина Егоровна
Альбина Егоровна Егорова (род. 29 октября 1958, Абашево (Чувашия), СССР) — российский государственный деятель.  Председатель Государственного Совета Чувашской Республики с 12 февраля 2019 года по сентябрь 2021 года.

## Биография
Родилась 29 октября 1958 года в с. Абашево (Чувашия) Чебоксарский район Чувашской АССР. Образование высшее, в 1999 году окончила Санкт-Петербургский государственный технический университет по специальности «Экономика и управление на предприятии».
1974—1977 годы — учёба в Чебоксарском планово-экономическом техникуме.
1977—1982 годы — экономист по государственным доходам Чебоксарского районного финансового отдела.
1982—1983 годы — техническая служащая в Чувашский государственный университет имени И. Н. Ульянова.

## Трудовая деятельность
1983—1992 годы — экономист районной плановой комиссии исполкома Чебоксарский район Совета народных депутатов.
1992—2010 годы — специалист первой категории управления по экономике и рыночным отношениям, заместитель заведующего отделом экономики и управления госимуществом, заведующий отделом экономики и госимущества, заместитель главы администрации — заведующий отделом экономики и управления имуществом, первый заместитель главы — начальник отдела экономики и управления имуществом, первый заместитель главы — начальник управления экономики, имущественных и земельных отношений, первый заместитель главы — начальник отдела экономики, имущественных и земельных отношений администрации Чебоксарского района.
2010—2016 годы — руководитель Государственной службы Чувашской Республики по конкурентной политике и тарифам.
С 29 сентября 2016 года по 12 февраля 2019 года — заместитель Председателя Государственного совета Чувашской Республики — председатель Комитета Государственного совета Чувашской Республики по бюджету, финансам и налогам.
С 19 октября 2018 года по 11 февраля 2019 года — исполняющий обязанности Председателя Государственного Совета Чувашской Республики. 12 февраля 2019 года избрана Председателем Государственного совета Чувашской Республики. Член Президиума Государственного совета Чувашской Республики.
Руководитель депутатской фракции Единая Россия в Государственного совета Чувашской Республики (с 21 сентября 2018 года по 12 февраля 2019 года).
Награждена Почетной грамотой Чебоксарского района Чувашской Республики, медалью «За заслуги в проведении Всероссийской переписи населения» (2003, 2006), Почетной грамотой Министерства экономического развития и торговли Чувашской Республики. Присвоено Почетное звание «Заслуженный экономист Чувашской Республики». Награждена Почетной грамотой Министерства имущественных и земельных отношений Чувашской Республики, Почетной грамотой Министерства сельского хозяйства Чувашской Республики, Грамотой Государственного комитета Чувашской Республики по делам гражданской обороны и чрезвычайных ситуаций, Почетной грамотой Федеральной службы по тарифам, Почетной грамотой Чувашской Республики, Почетной грамотой Государственного Совета Чувашской Республики.
Член Всероссийской политической партии Единая Россия. Член Президиума Регионального Политического Совета Чувашского Регионального отделения Всероссийской политической партии Единая Россия. Заместитель Секретаря регионального отделения Партии Единая Россия по работе с депутатами и депутатскими объединениями. 
Член Чебоксарского районного отделения Чувашской республиканской общественной организации «Союз женщин Чувашии».

## Профессиональная деятельность
09.1977 — 04.1982 — экономист по госдоходам райфинотдела Чебоксарского района
11.1982 — 11.1983 — экономист районной плановой комиссии исполкома Чебоксарского райсовета народных депутатов
Администрация Чебоксарского района:
03.1992 — 05.1994 — специалист первой категории управления по экономике и рыночным отношениям;
05.1994 — 09.1994 — заместитель заведующего отделом экономики и управления госимуществом;
09.1994 — 10.1999 — заведующая отделом экономики и госимуществом;
10.1999 — 05.2002 — заместитель главы — заведующая отделом экономики и управления имуществом;
05.2002 — 09.2010 — первый зам.главы — начальник отдела экономики, имущественных и земельных отношений
09.2010 — 11.2010 — и. о. руководителя Государственной службы Чувашской Республики по конкурентной политике и тарифам
11.2010 — 09.2016 — руководитель Государственной службы Чувашской Республики по конкурентной политике и тарифам
18 сентября 2016 года избрана депутатом Государственного совета Чувашской Республики шестого созыва.
29 сентября избрана заместителем председателя Государственного Совета — председателем комитета по бюджету, финансам и налогам.
21 сентября 2018 года избрана руководителем фракции Единая Россия (по 12.02.2019 г.).
19 октября 2018 года назначена на должность исполняющего обязанности Председателя Государственного совета Чувашской Республики.
31 января 2019 года избрана заместителем Секретаря регионального отделения Партии по работе с депутатами и депутатскими объединениями.
12 февраля 2019 года избрана Председателем Государственного совета Чувашской Республики

## Личная жизнь
Замужем, воспитывает троих детей.